# 京城循還路線
京城循還路線（けいじょうじゅんかんろせん）は、日本統治時代の朝鮮総督府鉄道に存在した運行系統。
京城駅を出発して西大門、麻浦、龍山一帯を経て再び京城駅に戻ってくる運行形態であった。京義線、新村連結線、龍山線、京釜線を直結した。
1944年3月31日に廃止された。

## 運行区間
- 京義線：京城 - 西小門 - 阿峴里 - 新村
- 新村連結線：新村 - 延禧 - 西江
- 龍山線：西江 - 東幕 - 孔徳里 - 弥生町 - 元町 - 龍山
- 京釜線：龍山 - 京城

## 歴史
- 1930年12月25日：運行開始[1]
- 1944年3月31日：廃止[2]。